# Обервайлер-ім-Таль
Обервайлер-ім-Таль (нім. Oberweiler im Tal) — громада в Німеччині, розташована в землі Рейнланд-Пфальц. Входить до складу району Кузель. Складова частина об'єднання громад Лаутереккен-Вольфштайн.
Площа — 4,71 км2. Населення становить 160 ос. (станом на 31 грудня 2020).